# この世でいちばん大事な「カネ」の話
『この世でいちばん大事な「カネ」の話』（このよでいちばんだいじなカネのはなし）は、日本の漫画家西原理恵子による自伝エッセイ作品である。
また本作を基に山田優主演の連続テレビドラマが制作され、2010年7月から9月までテレビ朝日系で放送された。

## 概要
著者自身の半生とそれに基づく哲学を「お金」を軸に綴る。おもに児童向け書籍を手がける出版社である理論社が、サブカル文化人を主な筆者として「中学生以上すべての人へ」の人生入門として展開しているシリーズ「よりみちパン!セ」のうちの一冊として刊行された。
以下の通り、お金を軸に語られてゆく物語であり、それを考えると皮肉なことではあるが、2010年10月に理論社が民事再生法の適用申請に追い込まれたことで印税関係の支払いも不可能になり、作者の西原は本作の印税の内約2000万円を得る事が出来なくなってしまった。その後西原は印税が未払いになっている作品の在庫が無料で引き取れることを利用して、理論社にある本作の在庫5万冊（と西原の別作品の在庫3万冊）を別の出版社に引き取らせて販売しようとし、一旦は理論社からストップが掛けられるも、最終的に在庫5万冊はユーメイドより『この世でいちばん大事な「カネ」の話　新装版』として2011年5月に刊行された（印税に関する裏話は『西原理恵子の人生画力対決』〈小学館〉3・4巻収録の「理論社とわたくし」で語られている）。
2011年6月には、文庫版本が角川書店の角川文庫から刊行された。また、理論社の「よりみちパン!セ」シリーズを移管されたイーストプレスより、同シリーズとして2012年に再版された。

## 書籍情報
単行本
- 西原理恵子『この世でいちばん大事な「カネ」の話』理論社〈よりみちパン!セ〉ISBN 978-4-652-07840-2
- 西原理恵子『この世でいちばん大事な「カネ」の話 新装版』ユーメイド ISBN 978-4-904-42211-3
- 西原理恵子『この世でいちばん大事な「カネ」の話』イースト・プレス〈よりみちパン!セ〉ISBN 978-4-781-69044-5

文庫版
- 西原理恵子『この世でいちばん大事な「カネ」の話』角川書店〈角川文庫〉ISBN 978-4-043-54318-2

## テレビドラマ
『崖っぷちのエリー〜この世でいちばん大事な「カネ」の話〜』（がけっぷちのエリー このよでいちばんだいじなカネのはなし）は、2010年7月9日から9月3日まで、ABC・テレビ朝日の共同制作により、テレビ朝日系列で毎週金曜日21:00 - 21:54に放送された連続テレビドラマ。主演は山田優。当初全10話が予定されていたが、視聴率が振るわなかったため、全9話に変更された。
山田優は本作が連続ドラマ初主演となる。西原自身の自身の思い出話(基本的に実話)がメインテーマの原作とは異なり、ドラマではフィクションとして時系列が一部変更され、人物設定も大幅に脚色されている。また第5話以降は、「西原理恵子の壮絶な半生をドラマ化した」とのアナウンスがより強調され、主な登場人物の名は各話の初登場シーンでクレジットされるようになった。2011年2月2日にDVD-BOXが発売。
キャッチコピーは、「不幸の分だけ、のし上がれ。」。

### キャスト

#### 相原家
相原 絵里子（あいはら えりこ）→鴨田 絵里子（かもだ えりこ）
演 - 山田優（幼少期：池田心雪）
高知出身。生き別れになっていた実父を亡くし、光代と再婚した正造の会社が倒産し、貧しい暮らしでいじめられていた。正造に描いた絵を褒められ、小学生の時に絵画コンクールで入賞したことから、絵を描いて金を稼ぐことを志すようになる。正造の死後、光代から渡された100万円を手にし上京。桜華美術大学に入学し、学業の傍ら、金を稼ぐためにキャバクラ「フェニックス」で働く。『週刊秘宝』に自分のイラストが掲載されたのを機に、大学生とイラストレーターの二足のわらじを履いていたが、見た人を笑わせ、元気づけられる絵を描くため、大学を中退し、イラストレーターの仕事に専念する。正宗の恋人のふりをしたお礼に招待されたフレンチレストランで受けた酷い接客態度や料理の味の感想をイラストに描き、それに正宗の記事を付けたプレ企画『恨めし屋』が反響（実際は掲載された店からの苦情）を呼び、正式に連載が決まる。そして単行本出版と印税生活を目指して連載に専念するためにキャバクラのバイトを辞めた。テレビ出演してから人気を得るものの、大貫の策略でスキャンダルをでっち上げられた上、氷室が絵里子のグッズを大量生産して借金を増やしたため、貧乏生活に逆戻りしてしまう。梅本の退職により『週刊秘宝』での連載を打ち切られるが、梅本から『月刊実録B級マガジン』の創刊号に掲載する原稿を依頼される。鴨田からのプロポーズを受け結婚し、二人の子・丈之介と麻里子をもうける。結婚と同時期に『貧乏ものがたり』で日本漫画大賞を受賞したのを機に、一躍売れっ子漫画家となる。鴨田の死後、『崖っぷちのエリー』を出版し、決意も新たに漫画を描き続けることを誓う。口癖として「最下位には最下位のプライド（戦い方）があるがじゃっ!!」がある。西原理恵子のポジションにあたる。ギャンブル嫌いで、麻雀雑誌の仕事を断るなど、モデルとなった西原が無類のギャンブル好きな点と正反対の性格付けがなされている。
相原 正造（あいはら しょうぞう）
演 - 陣内孝則（特別出演）
絵里子の義父。小さな運送会社を経営していたが、氷室に金を持ち逃げされ倒産。その後ギャンプルで借金を作り、光代と絵里子を道連れに死のうとしたが、横転した車から一人だけ逃げ遅れ、爆発に巻き込まれて亡くなる。
相原 光代（あいはら みつよ）
演 - 渡辺えり
絵里子の実母。12年前に再婚した正造の家庭内暴力に苦しみながら、漁港で働いている。正造の死後、畳の下に隠していた100万円を絵里子に渡して送り出すが、正造の四十九日後に1000万の借金があったことが分かり、それを返済すべく仕事を探すために上京し、絵里子の元に身を寄せる。昔は「土佐のソフィア・ローレン」と呼ばれていた。

#### 『週刊秘宝』編集部
鴨田 丈一（かもだ じょういち）
演 - 塚地武雅（ドランクドラゴン）
希望荘の絵里子の隣人。元戦場カメラマンで、『週刊秘宝』の契約カメラマン。中学生の時に戦場カメラマンのドキュメンタリーを見て感動し、バイトして金を貯めて、23歳の時に初めて戦地に赴く。だが、爆撃音と死んでいく人々に怯えながら、放浪しているうちに被災地にたどり着き、子供たちと交流する中で生きている人間を撮りたいと思うようになる。5年前に“奇跡の一枚”といわれる写真「戦火の下で」でフォトジャーナリスト大賞を受賞したが、実際は鴨田でなく、被災地の子供にカメラを貸した時に偶然撮れた写真である。そのため、大賞受賞後は期待されればされるほど、後ろめたさとプレッシャーで戦場カメラマンを続けられなくなった。“奇跡の一枚”のことを忘れようとして、真実を話さないことを正宗に責められ、『週刊秘宝』の存続と自分が前に進むために、自身をネタに漫画に描くよう、これまで撮ってきた写真や戦地での日記を絵里子に託した後、アパートにあった家財道具を売り払って旅費を作り、撮りたい写真を撮るために旅に出る。戻ってきた後、絵里子にプロポーズし結婚するが、6年後、愛媛で撮影していた農家の老夫婦の孫が道路に飛び出したのを庇ってトラックに撥ねられ事故死した。両親は生まれてすぐに亡くなっている。西原の元夫であった鴨志田穣のポジションにあたり、絵里子の東京での初めての友達として、金角(現ゲッツ板谷)のポジションも兼ねる。
平林 正宗（ひらばやし まさむね）
演 - 小泉孝太郎
『週刊秘宝』編集部員。総務部から異動。鴨田を尊敬している。平林グループ社長の跡取り息子で、絵里子に連れられるまで居酒屋に一度も行ったことがなく、初めて食べたモツ煮込みに感激した。自分の跡を継がせるために、正親に編集の仕事を辞めさせられそうになるが、跡は継がず、好きな雑誌編集者の仕事を続けていくことを伝える。仕事をする中で梅本を尊敬するようになり、『週刊秘宝』の編集長交代後は梅本出版に移り、『月刊実録B級マガジン』の副編集長となる。恋人のふりをしてもらった絵里子を本当に好きになり始めるが、なかなか気持ちを伝えられないでいる。『恨ミシュラン』で西原とコンビを組んでいた神足裕司のポジションにあたる（ただし、神足は社長子息ではない）。
梅本 勝男（うめもと かつお）
演 - 大杉漣
『週刊秘宝』編集長。かつては『ウィークリージャーナル』の編集長だったが、大物政治家のスキャンダルをすっぱ抜いて、永田町から横槍が入り、『週刊秘宝』編集部に異動となる。『ウィークリージャーナル』時代に、鴨田の“奇跡の一枚”を内緒でフォトジャーナリスト大賞に応募した。売上30000部の目標を達成し『週刊秘宝』の存続を見届けた後、辞表を提出し、新たに梅本出版を立ち上げ、『月刊実録B級マガジン』の編集長となる。『恨ミシュラン』連載当時の『週刊朝日』編集長・穴吹史士のポジションにあたる。
矢野 哲哉（やの てつや）
演 - 八神蓮
『週刊秘宝』スタッフ。パソコンに詳しいオタク。
小湊 進（こみなと すすむ）
演 - 中原和宏
『週刊秘宝』スタッフ。
竹内 雄太郎（たけうち ゆうたろう）
演 - 桜観
『週刊秘宝』スタッフ。
川田 すもも（かわた すもも）
演 - 石井美絵子
『週刊秘宝』スタッフ。

#### 桜華美術大学
酒巻 謙策（さかまき けんさく）
演 - 升毅（- 第3話）
桜華美術大学教授。画材をケチる絵里子に厳しく接するが、偶然立ち寄った「フェニックス」で絵里子の最下位の戦い方を目にし、少し見直す。
アミ
演 - 井村空美（- 第3話）
桜華美術大学の学生。
ユカ
演 - 中園友乃（- 第3話）
桜華美術大学の学生。

#### キャバクラ「フェニックス」
浅川 葉子（あさかわ ようこ）
演 - 佐藤江梨子（- 第5話）
No.1キャバ嬢。当初は絵里子をバカにしていたが、次第に認めていく。酒癖が悪い。夫は小説家を志すも、5年前に大河内の新人潰しによる酷評で挫折し、失踪していたが、絵里子と大河内の剣道対決を機に仲直りした。タケルの母親。
春日 太郎（かすが たろう）
演 - 仲本工事（- 第5話）
「フェニックス」店長。バスト85cm以上の巨乳女性が好き。

#### その他
石崎 ハマ（いしざき ハマ）
演 - 五月晴子
絵里子と鴨田が暮らすアパート・希望荘の大家。
浅川 タケル（あさかわ タケル）
演 - 濱田龍臣（- 第5話）
同級生にいじめられていたところを絵里子に助けられ、金がない絵里子にキャバクラのバイトを勧める。葉子の息子。
氷室 竜次（ひむろ りゅうじ）
演 - 田中要次
正造のいとこ。正造の会社の金を持ち逃げし行方をくらませていたが、東京で絵里子と再会。カブトムシの幼虫やハマチの養殖ビジネスに手を出してはことごとく失敗し、理由をつけて絵里子や光代から金をむしり取る。

#### ゲスト
第1話 「キャバ嬢エリーvs成金男涙の激辛対決!!」
- 塩川〔不動産会社社長〕 - 西岡徳馬

第2話 「売り込み作戦スタート! イケメン編集者の甘い罠!!」
- 野々宮春樹〔雑誌『Primavera』編集者〕 - 鈴木一真
- 礼子〔雑誌『Primavera』編集長〕 - 比企理恵
- 相原源造〔絵里子の叔父〕 - 河原さぶ（第7話）

第3話 「「100万円返せ!」 母の怒りと初恋相手の哀しい秘密…!!」
- 浜岡正志〔エステティックサロン『サロンHM』社長〕 - 福士誠治（少年期：泉大智）
- 強面の男〔氷室にカブトムシの幼虫ビジネスを持ちかけられた被害者〕 - 武藤敬司（第4話、友情出演）

第4話 「超高級レストランの欺瞞を暴け!! すれ違う親子の思いに怒りの喝!!」
- 平林正親〔平林グループ社長、正宗の父親〕 - 中原丈雄
- 恩田〔フレンチレストラン『Reine』マネージャー〕 - 半海一晃
- 黒沼〔正親の秘書〕 - 遠山俊也

第5話 「連載を奪った国民的作家と真剣勝負!! 嵐の剣道対決とそれぞれの夏…」
- 大河内利光〔歴史小説家〕 - 山下真司（青年期：八代真吾）（最終話）
- 浅川康男〔葉子の夫〕 - 石井正則
- 鈴木憲一〔文暁社常務〕 - 花王おさむ（第8話、最終話）

第6話 「母ちゃんの親友は超セレブ主婦! 初めてのビッグチャンスと消えた原稿…!!」
- 真山佳江〔出版社社長夫人、光代の中学時代の同級生〕 - 東ちづる
- 美容師（回想） - 大島蓉子

第7話 「衝撃! 恋愛スキャンダル発覚!! テレビの王様と直接対決で生き残れ!」
- 大貫憲太郎〔情報番組『大貫憲太郎のお昼は最高!』キャスター〕 - 西村雅彦
- 勝又貴一〔大都テレビ『大貫憲太郎のお昼は最高!』プロデューサー〕 - マギー
- 下山雅弘〔大都テレビ『大貫憲太郎のお昼は最高!』AD〕 - 西島隆弘（AAA）
- 地味な編集者 - 鈴木拓（ドランクドラゴン）
- 大都テレビアナウンサー・上宮菜々子〔『スーパーモーニング』キャスター〕 - 上宮菜々子（テレビ朝日アナウンサー）（本人役）
- 山田武史〔夕刊タイムズ編集長〕 - ホリベン

第8話 「愛すべき三流雑誌「週刊秘宝」廃刊か!? “奇跡の一枚”の真実&衝撃の告白!」
- 桐野達彦〔文暁社新社長〕 - 上川隆也（友情出演）

最終話 「崖っぷち女の壮絶半生! 感動のフィナーレ! 最下位には最下位の戦い方があるがじゃっ!!」
- 坂田〔『週刊秘宝』新編集長〕 - 小須田康人
- 愛媛の農家の老夫婦 - 久保晶、森康子
- 「突撃!有名人のお宅訪問」リポーター - 桜田聖子
- 中田〔絵里子の秘書〕 - 正木佐和
- 鴨田丈之介〔絵里子・鴨田の長男〕 - 西本晴紀
- ジョギング中のおばちゃん - 西原理恵子

### スタッフ
- 原作 - 西原理恵子「この世でいちばん大事な「カネ」の話」（理論社）
- 脚本 - 佐藤久美子、山本あかり
- 音楽 - 仲西匡
- 演出 - 塚本連平、白川士、冨塚博司
- 主題歌 - AAA「負けない心」（avex trax）
- 技術協力 - ビデオフォーカス、サウンドライズ
- 美術協力 - KHKアート、山崎美術
- 照明協力 - ティ・エル・シー
- 音響効果 - アックス
- 協力 - 武蔵野美術大学
- 企画協力 - 森岡利行
- チーフプロデューサー - 深沢義啓（ABC）
- プロデューサー - 奈良井正巳（ABC）、川西琢（テレビ朝日）、井上竜太（ホリプロ）
- 制作 - ABC・テレビ朝日・ホリプロ

### 放送日程
| 各話                                                      | 放送日        | サブタイトル（放送時）                                                           | 脚本                  | 演出     | 視聴率 |
| --------------------------------------------------------- | ------------- | -------------------------------------------------------------------------------- | --------------------- | -------- | ------ |
| 第1話                                                     | 2010年7月09日 | キャバ嬢エリーvs成金男涙の激辛対決!!                                             | 佐藤久美子            | 塚本連平 | 8.1%   |
| 第2話                                                     | 2010年7月16日 | 売り込み作戦スタート! イケメン編集者の甘い罠!!                                   | 佐藤久美子            | 塚本連平 | 7.1%   |
| 第3話                                                     | 2010年7月23日 | 「100万円返せ!」 母の怒りと初恋相手の哀しい秘密…!!                               | 佐藤久美子            | 白川士   | 6.9%   |
| 第4話                                                     | 2010年7月30日 | 超高級レストランの欺瞞を暴け!! すれ違う親子の思いに怒りの喝!!                    | 佐藤久美子            | 白川士   | 5.4%   |
| 第5話                                                     | 2010年8月06日 | 連載を奪った国民的作家と真剣勝負!! 嵐の剣道対決とそれぞれの夏…                   | 山本あかり            | 塚本連平 | 6.7%   |
| 第6話                                                     | 2010年8月13日 | 母ちゃんの親友は超セレブ主婦! 初めてのビッグチャンスと消えた原稿…!!              | 佐藤久美子            | 塚本連平 | 6.5%   |
| 第7話                                                     | 2010年8月20日 | 衝撃! 恋愛スキャンダル発覚!! テレビの王様と直接対決で生き残れ!                   | 山本あかり            | 冨塚博司 | 5.5%   |
| 第8話                                                     | 2010年8月27日 | 愛すべき三流雑誌「週刊秘宝」廃刊か!? “奇跡の一枚”の真実&衝撃の告白!              | 佐藤久美子            | 冨塚博司 | 4.5%   |
| 最終話                                                    | 2010年9月03日 | 崖っぷち女の壮絶半生! 感動のフィナーレ! 最下位には最下位の戦い方があるがじゃっ!! | 佐藤久美子 山本あかり | 塚本連平 | 6.7%   |
| 平均視聴率 6.4%（視聴率は関東地区・ビデオリサーチ社調べ） |               |                                                                                  |                       |          |        |

- 第3話はマツダオールスターゲーム2010第1戦の放送時間が延長されたため、25分遅延の21:25放送開始。

### 遅れネット局
- 高知放送（RKC、日本テレビ系列） - 2010年9月3日から毎週金曜日16:00〜16:55
- 山陰放送（BSS、TBS系列） - 2010年11月22日から平日13:55〜14:50
- テレビ山梨（UTY、TBS系列） - 2012年1月10日から平日9:55〜10:50

| 朝日放送・テレビ朝日共同制作・テレビ朝日系列 金曜9時枠の連続ドラマ | 朝日放送・テレビ朝日共同制作・テレビ朝日系列 金曜9時枠の連続ドラマ              | 朝日放送・テレビ朝日共同制作・テレビ朝日系列 金曜9時枠の連続ドラマ  |
| 前番組                                                             | 番組名                                                                          | 次番組                                                              |
| ------------------------------------------------------------------ | ------------------------------------------------------------------------------- | ------------------------------------------------------------------- |
| 警視庁失踪人捜査課 （2010.4.16 - 2010.6.11）                       | 崖っぷちのエリー 〜この世でいちばん大事な「カネ」の話〜 （2010.7.9 - 2010.9.3） | ABC創立60周年記念ドラマ 検事・鬼島平八郎 （2010.10.22 - 2010.12.3） |